# ریان (صربستان)
ریان (به صربی: Reljan) یک منطقهٔ مسکونی در صربستان است که در پریچو واقع شده‌است. ریان ۸٫۹۸ کیلومتر مربع مساحت و ۶۹۴ نفر جمعیت دارد.